# ريتش جونسون (كرة سلة)
ريتش جونسون (بالإنجليزية: Rich Johnson)‏ مواليد 18 ديسمبر 1946 في الإسكندرية - الوفاة 15 يونيو 1994، كان لاعب كرة سلة أمريكي. بدأ مسيرته الاحترافية في سنة 1968. تم اختياره من قبل فريق بوسطن سيلتكس خلال الدرافت. بلغ طوله 6 قدم 7 بوصة (2.0 م). اعتزل اللعب في 1973. فاز بلقب دوري إن بي إيه. لعب مع بوسطن سيلتكس وكارولاينا كوغارز.

## روابط خارجية
- ريتش جونسون على موقع إن بي أي (الإنجليزية)
- ريتش جونسون على موقع سبورتس رفرنس (الإنجليزية)
- ريتش جونسون على موقع ريلجم (الإنجليزية)
- ريتش جونسون على موقع بروبوليرز (الإنجليزية)